# Ханская роща
Ханская роща (каз. Хан тоғайы) — природная лесопарковая зона в Уральске, расположенная у места слияния рек Урал и Чаган. Примыкает к старейшему историческому району города — Куреням. По наиболее распространённой версии, получила своё имя по месту присяги ханов вассальной Внутренней (Букеевской) Орды. Впервые церемонию возведения в ханское достоинство и присяги российскому государству в 1812 году в роще провели для хана Букея. Впоследствии дважды предпринимались попытки переименования рощи. В 1891 году, после визита наследника престола Николая Александровича в Уральск — в рощу Цесаревича. В 1930-е годы, после смерти классика пролетарской литературы — в рощу имени Горького. Но ни одно из новых официальных названий не прижилось — в народной памяти роща всегда оставалась Ханской.

## История
Для строительства своего городка яицкие казаки выбрали мыс у слияния Яика и Чагана, так как реки представляли собой естественные рубежи обороны от набегов воинственных соседей. В настоящий момент старейший район города Курени и место слияния рек разделяет природный лесной массив, конфигурация и площадь которого неоднократно изменялась из-за изменений русла Яика (Урала). Уральский краевед Чесноков утверждает, что большая часть нынешнего лесного массива была расположена на противоположном городу левом берегу Яика, но после очередного изменения русла стала вплотную примыкать к Куреням.